# 트리쉬 고프

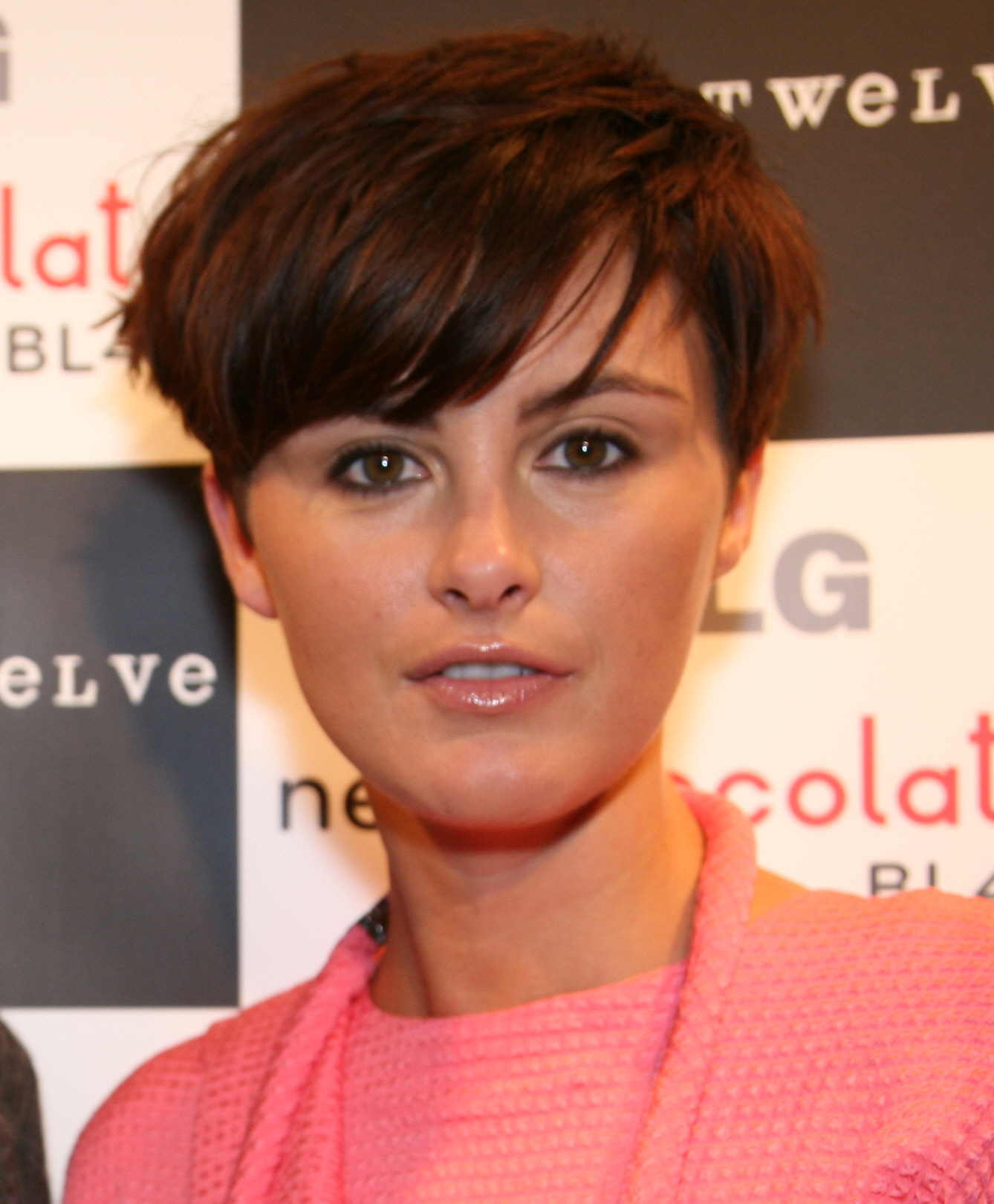

트리쉬 고프(Trish Goff, 1976년 6월 8일 ~ )는 미국의 배우, 모델, 영화배우이다. 플로리다주에서 태어났다.

## 어린 시절과 경력
고프는 북부 플로리다에서 태어나고 자랐다. 15세 때 모델 스카우트에 의해 발탁되었다. 발탁된 후 그녀는 학교를 그만두고 모델링 경력을 쌓기 위해 뉴욕으로 이주했다. 보그 (잡지)의 다양한 국제판 표지와 여러 빅토리아 시크릿 패션쇼에 출연했다. 고프는 또한 바나나 리퍼블릭, 샤넬, 끌로에 (기업), 디올 (기업), 갭 (기업), 폴리니, 앤 테일러, 루이비통, 베르사체 및 이브 생로랑의 캠페인에도 출연했다. 2005년에는 심리 스릴러 영화 《노이즈》에 출연했다.
2009년 2월 알렉산더 왕 (디자이너) 패션쇼를 마감하기 위해 2년 간의 공백을 마치고 돌아왔다. 고프는 나중에 남편이자 캐스팅 디렉터인 앵거스 먼로와 함께 런던으로 이사했다. 부부는 나중에 이혼하기 전에 포르투갈로 이주했다.
미국으로 돌아온 후 고프는 뉴욕 대학교에서 부동산 허가를 받았으며 현재 뉴욕에서 컴퍼스(Compass, Inc.)의 중개인으로 일하고 있다. 10대 아들 니마(Nyima)와 함께 맨해튼 첼시에 살고 있다. 고프는 이전에 더글러스 엘리먼 부동산 회사에서 근무했다.
하비 와인스틴 학대 성추문이 진행되는 동안 고프는 자신도 하비 와이스틴의 학대 피해자라고 주장했다.

## 영화
- 노이즈 (2004년)